# Christian Stocker
Christian Stocker (Bécsújhely, 1960. március 20. –) osztrák politikus, 2025-től Ausztria szövetségi kancellárja, 2019-től a Nemzeti Tanács tagja, 2022-től 2025-ig az Osztrák Néppárt főtitkára, majd Karl Nehammer lemondását követően 2025-től a párt elnöke.
2025. február 27-én az ÖVP, a SPÖ,  és a NEOS bejelentette, hogy megállapodnak egy koalíciós kormány megalakításáról, amelyet Stocker kancellárként vezet.

## Életpályája
Édesapja Franz Stocker néppárti politikus. Christian Stocker 1960-ban született Bécsújhelyen, Alsó-Ausztriában, középfokú iskolai végzettséget is ott szerzett. Ezt követően a Bécsi Egyetemen jogot tanult, ahol 1988-ban doktorált le. 1994 óta ügyvédként tevékenykedik.
2000 és 2015 között Bécsújhely második, 2015-től pedig első alpolgármestere. 2019-től a bécsújhelyi (Wahlkreis 3E vagy Niederösterreich Süd) választókörzet parlamenti képviselője, Johann Rädlert követve. 2022. szeptember 23-án az Osztrák Néppárt főtitkára lett. Ezt a pozíciót 2025. január 5-ig töltötte be, amikor Karl Nehammer lemondását követően ideiglenesen pártelnökké vált. Nehammer lemondásának oka a 2024-es választást követő hárompárti (ÖVP–SPÖ–NEOS) koalíciós tárgyalások kudarca volt, Stocker pedig bejelentette, hogy készen áll a választáson legtöbb szavazatot szerzett szélsőjobboldali párttal, az Osztrák Szabadságpárttal koalíciós tárgyalásokat kezdeni. Végül az FPÖ-vel folytatott koalíciós tárgyalások is sikertelennek bizonyultak, azonban 2025. február 27-én az ÖVP, az SPÖ és a NEOS képes volt megegyezni, ennek következtében koalíciós kormányt alakítottak Stocker vezetésével, melyet március 3-án esketett fel Alexander Van der Bellen elnök.
2025. március 29-én az Osztrák Néppárt éves kongresszusán a szavazatok 98,42%-ával megválasztották pártelnöknek.